# Centrale thermique de Widows Creek
La centrale thermique de Widows Creek est une centrale thermique en Alabama (États-Unis), appartenant à la Tennessee Valley Authority (TVA), un établissement public dépendant du gouvernement fédéral. Située à moins de huit kilomètres de Stevenson, Alabama (comté de Jackson), la centrale, construite entre 1952 et 1954, a une puissance de 1 600 MW.
À la suite d'un procès intenté par l'Environmental Protection Agency (EPA), assistée par diverses ONG (Sierra Club, etc.), la TVA a accepté en 2011 un accord conduisant à la fermeture des six plus vieux réacteurs et à l'installation de deux dispositifs de réduction catalytique sélective sur les deux réacteurs construits dans les années 1960 ,. Le 24 juin 2015, Google a annoncé vouloir racheter les terrains des six réacteurs désactivés afin de les transformer en un centre de données .